# Adam Zimnicki
Adam Zimnicki (ur. 7 listopada 1932 w Szydłowcu, zm. 28 grudnia 2008 w Skarżysku-Kamiennej) – polski polityk, urzędnik państwowy, poseł na Sejm X kadencji (1989–1991).

## Życiorys
Syn Stefana i Józefy. W 1951 zdał maturę w I Liceum Ogólnokształcącym im. Henryka Sienkiewicza w Szydłowcu. Ukończył następnie studia na Uniwersytecie Marii Curie-Skłodowskiej w Lublinie, uzyskując tytuł zawodowy inżyniera rolnika.
Pracował kolejno w Powiatowej Radzie Narodowej w Szydłowcu, a od 1963 pełnił funkcję wiceprezesa zarządu Gminnej Spółdzielni „Samopomoc Chłopska”. W latach 1972–1976 był naczelnikiem miasta i gminy Szydłowiec. W 1981 objął stanowisko dyrektora Przedsiębiorstwa Gospodarki Komunalnej i Mieszkaniowej w Szydłowcu. Od 1987 kierował lokalnymi strukturami Ochotniczej Straży Pożarnej. W okresie PRL był także członkiem rad narodowych różnych szczebli.
Od 1956 należał do Zjednoczonego Stronnictwa Ludowego. W 1989 z puli tej partii uzyskał mandat posła na Sejm kontraktowy w okręgu radomskim. Po przekształceniu ZSL przystępował do Polskiego Stronnictwa Ludowego „Odrodzenie” i Polskiego Stronnictwa Ludowego. Zasiadał w Komisji Polityki Przestrzennej, Budowlanej i Mieszkaniowej, Komisji Systemu Gospodarczego i Polityki Przemysłowej, Komisji Samorządu Terytorialnego, Gospodarki Przestrzennej i Komunalnej, a także w Komisji Nadzwyczajnej do rozpatrzenia projektów ustaw dotyczących zmian systemowych w gospodarce. W 1991 bez powodzenia ubiegał się o reelekcję z ramienia PSL.
Pochowany na cmentarzu parafialnym w Szydłowcu.

## Odznaczenia
- Krzyż Kawalerski Orderu Odrodzenia Polski (1988)
- Srebrny Krzyż Zasługi (1976)